# Tor Löfquist

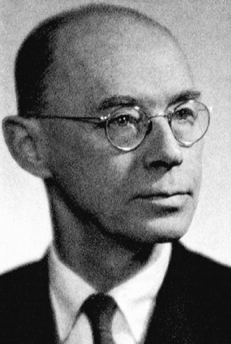
Tor Löfquist

Tor Harry Fredrik Löfquist, född 16 maj 1896 i Hedvig Eleonora, Stockholm, död 9 februari 1986 i Vällingby, Stockholm, var en svensk tjänsteman.
Löfquist var son till ingenjör Hjalmar Löfquist och Hilma Sandwall. Han blev fil.kand vid Stockholms högskola 1918 och diplomerad från Socialinstitutet 1923. Mellan 1931 och 1946 var Löfquist borgarrådssekreterare i Stockholm, och från 1946 till 1961 var han stadssekreterare i Stockholm. Löfquist var riddare av Vasaorden, kommendör av Nordstjärneorden och mottagare av S:t Eriksmedaljen. Tor Löfquist är begravd på Djursholms begravningsplats.